# Královská grónská obchodní společnost
Královská grónská obchodní společnost (dánsky Den Kongelige Grønlandske Handel, zkratka: KGH) byl dánský státní podnik pověřený správou osad a obchodů v Grónsku. Společnost spravovala Grónsko v letech 1774 až 1908 prostřednictvím správní rady v Kodani a řady královských inspektorů a guvernérů v Nuuku a Godhavnu. Sídlila v grónském Christianshavnu.

## Historie

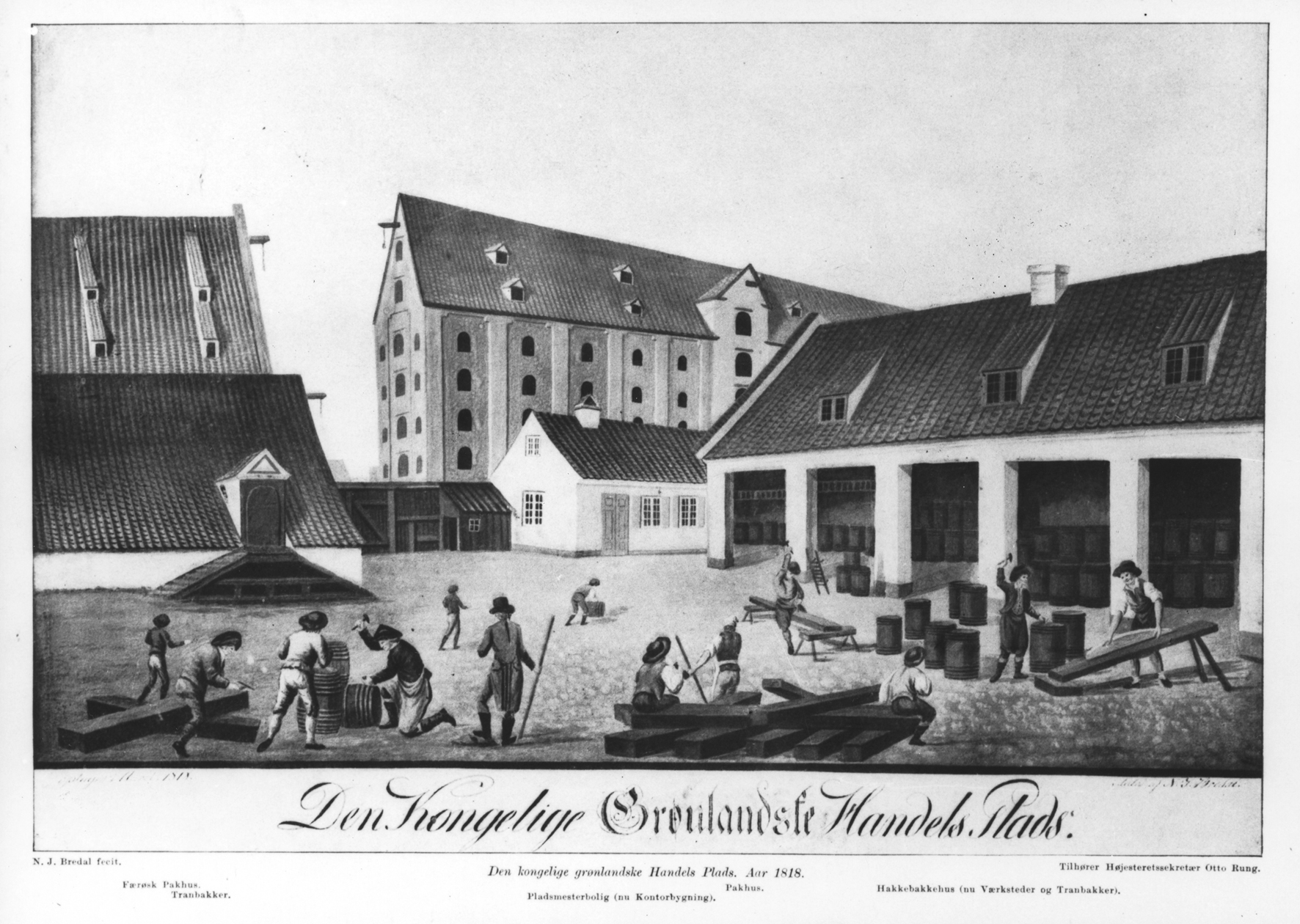
Sídlo společnosti v roce 1818

Královská grónská obchodní společnost byla založena v roce 1774 jako nástupce zkrachovalé Generální obchodní společnosti (Det almindelige Handelskompagni), která dříve spravovala dánsko-norské velrybářské stanice a luteránské a moravské misie v Grónsku.

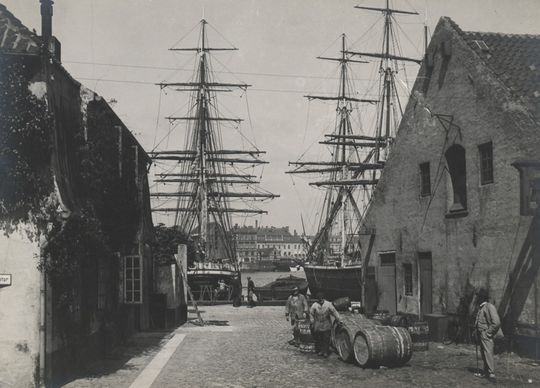
Sídlo společnosti na počátku 20. století

Zpočátku měla monopol na obchod v blízkosti dánských obchodních stanic a misií, ale v roce 1776 získala monopol na veškerý obchod v Grónsku (měla obrovské pravomoci mezi 60. a 73. rovnoběžkou severní šířky). To vedlo k prudkému poklesu počtu nových osad a po krátkém neúspěšném pokusu spravovat vládní skandinávskou velrybářskou flotilu se společnost zaměřila na obchod s místními inuitskými lovci. Nařízení z roku 1782 rozdělilo kolonii na severní a jižní část, zakázalo vyšším úředníkům uzavírat sňatky s domorodými nebo rasově smíšenými ženami a nižším zaměstnancům sňatky s domorodými nebo evropskými ženami a zakázala další pokusy o urbanizaci Inuitů nebo změnu jejich tradičního způsobu života prostřednictvím zlepšení pracovních příležitostí nebo prodeje luxusních předmětů. Na zboží, jako je cukr a káva, byly uvaleny přirážky, aby Inuité „nevyměkli“ a neopustili svou náročnou práci.
Opakované pokusy o ukončení monopolu byly zmařeny, zejména vášnivou obhajobou praktik společnosti jejím ředitelem Hinrichem Rinkem. V roce 1857 byly zřízeny místní rady s mocí spravovat pětinu zisku každé stanice a cenný obchod s kryolitem získávaným z Ivittuutu byl v roce 1864 svěřen jiné společnosti. V roce 1908 převzalo ministerstvo vnitra hlavní administrativu a v roce 1912 byl pod jeho dohled převeden i celý obchodní provoz.
Monopol společnosti byl definitivně ukončen v roce 1950, kdy došlo ke sjednocení obou částí Grónska v rámci příprav na úplné připojení ostrova k Dánskému království, k němuž došlo v roce 1953. V roce 1979 byla ustanovena grónská vláda, která roku 1986 získala kontrolu nad společností. Poté jí přejmenovala na "Grónský obchod" (grónsky Kalaallit Niuerfiat). Roku 1992 byla společnost reorganizována, o rok později byla vydělena lodní společnost Royal Arctic Line a roku 2001 byla vyčleněna síť maloobchodů Pisiffik.